# Інститут української наукової мови ВУАН
Інститут української наукової мови ВУАН (ІУНМ) — науково-дослідна установа, заснована 1921 року на базі Правописно-термінологічної комісії при Історико-філологічному відділі ВУАН і Термінологічної комісії Українського наукового товариства у Києві. У 1930 році Інститут разом з іншими мовознавчими установами ВУАН було реорганізовано в Інститут мовознавства при Академії Наук (сьогодні — Інститут мовознавства імені О. О. Потебні НАН України та Інститут української мови НАН України).

## Історія інституту і розвитку української наукової термінології
Перші спроби систематичної термінологічної праці в Україні можна віднести до 80-90 pp. XIX століття, коли Володимир Левицький та Іван Верхратський у Австро-Угорщині почали друкувати у «Записках Наукового Товариства імені Шевченка» невеликі словнички термінів. Політична відлига 1905 року на Імперській Росії (більше у статті Революція 1905—1907 в Україні), коли восени 1905 р. російським урядом було ліквідовано заборону української мови (рос. малороссийскаго наречія), призвела до інтенсифікації термінологічної роботи. Відтворення української мови на Імперській Росії почалося з реторики боротьби з «великодержавним шовінізмом».
Новостворені Київське Наукове Товариство (засноване 1918 року), Київська «Просвіта» (1906—1910) активно працюють над термінологією. До цієї роботи стали і студентські гуртки: термінологічні комісії «Гуртка Натуралістів» при Київськім Політехнікумі, «Агрономічного гуртка» при Московському сільськогосподарському інституті й Термінологічній Комісії при Товаристві імені Григорія Квітки-Основ'яненка в Харкові. 1913 року (після нелегальної наради представників від термінологічних гуртків у Києві) Київське Наукове Товариство вирішило взяти на себе роль організаційного осередку всієї справи. Студентські гуртки вели й далі свою роботу, але всі свої матеріали — кілька тисяч карток із записами сільськогосподарської, природничої і технічної термінології та номенклатури — вони передали Науковому Товариству. Ці карточки стали початком формування термінологічної картотеки Київського Наукового Товариства. У роботі були задіяні численні громадські організації, гуртки та приватні особи, що значно пожвавилося у 1917 році після створення УНР. Унормування термінології було покладено на утворену 11 серпня 1918 року Термінологічну Комісію Природничої Секції Київського Наукового Товариства. Протягом 1918-20 років утворено ботанічну, зоологічну, геологічну, метеорологічну, антропологічну, хімічну, математичну, фізичну, сільськогосподарську, медичну, ветеринарну підкомісії.
У 1919 році організовано Ортографічно-термінологічну (Правописно-Термінологічну) Комісію при Всеукраїнській Академії Наук, до складу якої увійшли природнича, технічна, правнича та орфографічна секції.
Про об'єднання термінологічної роботи говорили з перших днів свого існування і Термінологічна Комісія Товариства, і Правописно-Термінологічна Комісія, але справу було вирішено тільки під час злиття Наукового Товариства з Академією Наук.
30 травня 1921 року Спільне Зібрання Академії затвердило умови об'єднання Товариства й Академії, за якими всі термінологічні установи обох інституцій зливалися в єдиний Інститут української наукової мови ВУАН.

## Мета і задачі інституту
Основною задачею ІУНМ було проведення досліджень у галузі термінології та укладання спеціалізованих тлумачних словників. Загалом діяльність Інституту була спрямована на підтримку процесу українізації, встановлення зв'язків з іншими науковими установами та видавництвами, здійснення контролю над збереженням чистоти української наукової мови і забезпечення її плідного розвитку.
ІУНМ також мав на меті наблизити наукову мову до розуміння широких мас. Інститут здійснював збирання народних матеріалів, організацію сітки кореспондентів, її удосконалення, організацію термінологічних експедицій на місця, вивчення здобутих матеріалів, класифікацію і застосування до різних галузей знання. У нормативній діяльності співробітники Інституту приділяли пильну увагу очищенню мови від невиправданих запозичень, що надзвичайно ускладнювали засвоєння наукових понять. ІУНМ також забезпечував безпосереднє застосування своєї роботи до живої практики, підтримуючи видання довідкової та навчальної літератури.

## Структура
Спочатку в ІУНМ діяло 4 секції (природничо-математична, технічна, філософська і правова), в яких працювали переважно нештатні співробітники.
Наприкінці 1925 року на їхній базі було створено 6 відділів:
- природничий (секції: ботанічна, геологічна, географічна, зоологічна, математична, медична, метеорологічна, фізична, хімічна);
- технічний (секції: шляхів та мостів, гідротехнічна, механічна, будівельна, електротехнічна, гірнича, сільськогосподарського машинознавства, автомобілів, авіації, пізніше також: доморобська та фото-кінематографічна);
- сільськогосподарський (секції: ветеринарно-зоотехнічна, лісова, фіто-технічна);
- соціально-економічний (секції: соціологічна, економічна, педагогічно-психологічна, філологічна, філософська, діловодства);
- правничий (відійшов від ІУНМ на початку 1926 року та існував окремо при ІІІ-му Відділі ВУАН);
- мистецький (секції: археологічна, архітектурна, малярства, різьбярська, художньої промисловості, музична, театральна)[1][6].

Інститут мав філіал у Харкові. Найвищим органом ІУНМ до 1926 року була Рада. У червні 1926 року створено Редакторат ІУНМ, що виконував усі організаційні, наукові та методологічні функції. На початку 1927 року створюється низка допоміжних органів Редакторату: Методологічна комісія, Філологічна колегія, Арбітражна комісія та Колегія «Вісник Інституту української наукової мови». Центральна Картотека була підпорядкована Арбітражній Комісії. З 1926 року також діяло Бюро Народних Матеріалів.

## Співробітники
Очолював інститут академік Агатангел Кримський. У 1923—1926 роках заступником директора Інституту був історик права Іринарх Черкаський. До квітня 1926 року Інститут мав одну штатну посаду секретаря. Після підписання угоди з Державним Видавництвом України на укладання 34 термінологічних словників у штаті працювали керівник ІУНМ Григорій Холодний, 12 редакторів, 3 філологи, 2 технічних працівники і рахівник. Число позаштатних працівників (членів) ІУНМ на 1 листопада 1928 року становило 223 особи. Серед них — 3 академіки, 44 професори, 40 викладачів вищої школи, 6 директорів наукових установ. В Інституті працювали відомі діячі науки та культури — геолог Павло Тутковський, композитор Левко Ревуцький, художник Федір Кричевський, актор і режисер Микола Садовський.
У зв'язку зі сфабрикованим процесом у «справі СВУ» (1929) багато працівників ІУНМ зазнали репресій та переслідувань. Їхня діяльність, а згодом і значна частина термінологічних праць були схарактеризовані як «націоналістично-шкідницькі».
Директор ІУНМ Григорій Холодний засуджений 1930 року на процесі СВУ до 8 років позбавлення волі, 1938 року засуджений до розстрілу. На лаві підсудних у процесі СВУ також опинились редактори ІУНМ (математик Вадим Шарко, Володимир Страшкевич, Кирило Осьмак, Кость Туркало, Михайло Кривинюк), співробітники ІУНМ (лексикографи Віктор Дубровський та Сергій Паночіні, фізик М. Ленниченко) та інші. 1937 року був розстріляний лексикограф Микола Станіславський.

## Діяльність
На засіданнях Редакторату відбувалося обговорення системи укладання термінологічних словників. Було розроблено інструкції та методичні засади для упорядників і редакторів, впроваджено схему показників, позначок, покликань.
Кожний словник мав підзаголовок «проект» та містив українсько-російську або російсько-українську частину з відповідними показниками. У багатьох словниках зазначено відповідники та показники німецькою, французькою, латинською, англійською мовами. Для кожного терміна подано рекомендований варіант, а також вживані синоніми із зазначенням джерел, звідки їх було взято. Користувачів заохочували надсилати свої критичні зауваження та пропозиції. Після обговорення і доопрацювання проектів планувалося видати серію нормативних словників, які б містили тільки рекомендовані терміни.
Крім того, ІУНМ був головною нормативною установою, що затверджувала більшість термінологічних словників, підготованих іншими науковими установами та окремими авторами. Внаслідок активної співпраці та обговорення підготованих проектів, вироблено струнку українську термінологічну систему.
Кожна секція збирала і впорядковувала відповідну термінологію. Кореспонденцію дописувачів опрацьовувало Бюро народних термінологічних матеріалів. У 1926 році картковий матеріал інституту становив понад 2 млн од., здійснювалось укладання 34 термінологічних словників (видано 16).
З 1923 року ІУНМ видавав «Матеріали до української природничої термінології та номенклатури». 1928—1930 вийшло 2 випуски журналу «Вісник Інституту української наукової мови».
Після ліквідації 1930 року не репресовані працівники ІУНМ та Історично-філологічного відділу АН УСРР протягом деякого часу видавали термінологічні словники у Відділі термінології та номенклатури Науково-Дослідчого Інституту Мовознавства (згодом — Інститут Мовознавства).